# 555 Dywizja Piechoty (III Rzesza)
'555 Dywizja Piechoty (niem. 555. Infanterie-Division) – jedna z niemieckich dywizji piechoty. Utworzona w lutym 1940 roku jako dywizja pozycyjna przez VI Okręg Wojskowy na teren Górnego Renu. Podlegała 7 Armii (Grupa Armii C). Rozwiązana została w sierpniu 1940 roku w Bielefeld. Dowodził nią generał porucznik doktor Waldemar Henrici.

## Skład
- 624  pułk piechoty
- 625  pułk piechoty
- 626  pułk piechoty
- 627  pułk piechoty
- 555  pułk artylerii
- 555  batalion obserwatorów artyleryjskich
- jednostki dywizyjne